# سو هی جونگ
سو هی جونگ (کره‌ای: 소희정؛ زادهٔ ۲۸ مه ۱۹۷۳) بازیگر اهل کره جنوبی است. او حرفهٔ بازیگری خود را در سال ۱۹۹۴ در تئاتر آغاز کرد و از آن پس تاکنون، در تئاترها، فیلم‌ها و مجموعه‌های تلویزیونی ایفای نقش کرده‌است. او به خاطر ایفای نقش مکمل در کی۲ (۲۰۱۶)، بوسام: سرنوشت را بدزد (۲۰۲۱)، بیست و پنج بیست و یک و ستاره‌های دنباله‌دار (۲۰۲۲) شناخته می‌شود. سو همچنین در فیلم‌های سانی (۲۰۱۱) و مزاحم (۲۰۲۰) حضور پیدا کرده‌است.